# En döds memoarer
En döds memoarer är en roman av den svenske författaren Hjalmar Bergman från 1918.

## Handling
I en av sina mest dystra romaner skildrar Bergman här två grenar av samma släkt, där den adliga grenen Arnfelt är livsduglig och tar sig fram med alla tänkbara medel, medan grenen Arnberg i varje generation misslyckas med sina storslagna planer och verkar dömd till undergång. Bergman återkommer här till temat "alla som leva äro icke levande", något som förekommit även i en del av hans övriga romaner.
Den centrala huvudkaraktären och berättarjaget är den unge Jan Arnberg. Bland de övriga karaktärerna märks fadern, den misslyckade ingenjören och entreprenören Johan Arnberg. Johan Arnbergs svärfar, biskop Julius Arnberg av W(adköping)-s stift (porträttet av biskopen figurerar även i Markurells i Wadköping). Förebild till biskopsgården anses Bergmans morföräldrahem i den herrgårdsliknande Elgérigården i Örebro vara. En viktig roll spelar också den demoniske greve Mikael Arnfelt.    
Figuren Julius Arnberg tros vara ett idealiserat porträtt av Bergmans morfar, fabrikör Daniel Julius Elgerus. Han är näst äldste son till dr Johan Ludvig Arnberg på "-dals bruk" i Värmland. Den unge Julius kommer i fejd med sin äldre bror Ludvig om sin morfar Lebossus påstådda lektorat i Skara vilket skapar en klyfta mellan de två bröderna. Trots detta tar han hand om Ludvigs anförvanter när denne dör ruinerad. Han gifter senare bort sin dotter Sabina med sin brorson Johan vilka senare får sonen Jan. Johan blir senare en misslyckad uppfinnare och har som ateistisk student vid Uppsala universitet tidigare förargat den djupt troende Julius genom att utmana denne till en disputation om den kristna trosbekännelsen. Som ledare för det högkyrkliga och högkonservativa stiftspartiet kallade han frikyrkligheten för anarkismens halvsyster. 
En systerson till Julius Arnberg är kyrkoherden David Rygelius junior i Lillhammar som efter Julius död är det högkyrkliga partiets kandidat till biskopsstolen i W.- stift vilket han dock förlorar till en frikyrkovänlig kandidat från Lund. Bland Rygelius barn märks läkaren som är far till två söner och dottern Léonie som är Jans kärleksintresse samt juristen som blir häradshövding.
En annan viktig karaktär är den skrupellöse svensk-amerikanen Grundberg. Denne utnyttjar Arnbergs namn till en läkemedelsdryck som är ren humbug. Johan Arnberg blir härav indragen i en utdragen och kostsam stämningsprocess med Grundberg.